# Tropfenbartvogel
Der Tropfenbartvogel (Capito maculicoronatus) ist eine Vogelart aus der Familie der Amerikanischen Bartvögel. Sie kommt in Zentralamerika und im äußersten Norden Südamerikas vor. Die IUCN stuft den Tropfenbartvogel als nicht gefährdet (Least concern) ein. Es werden mehrere Unterarten unterschieden.

## Erscheinungsbild

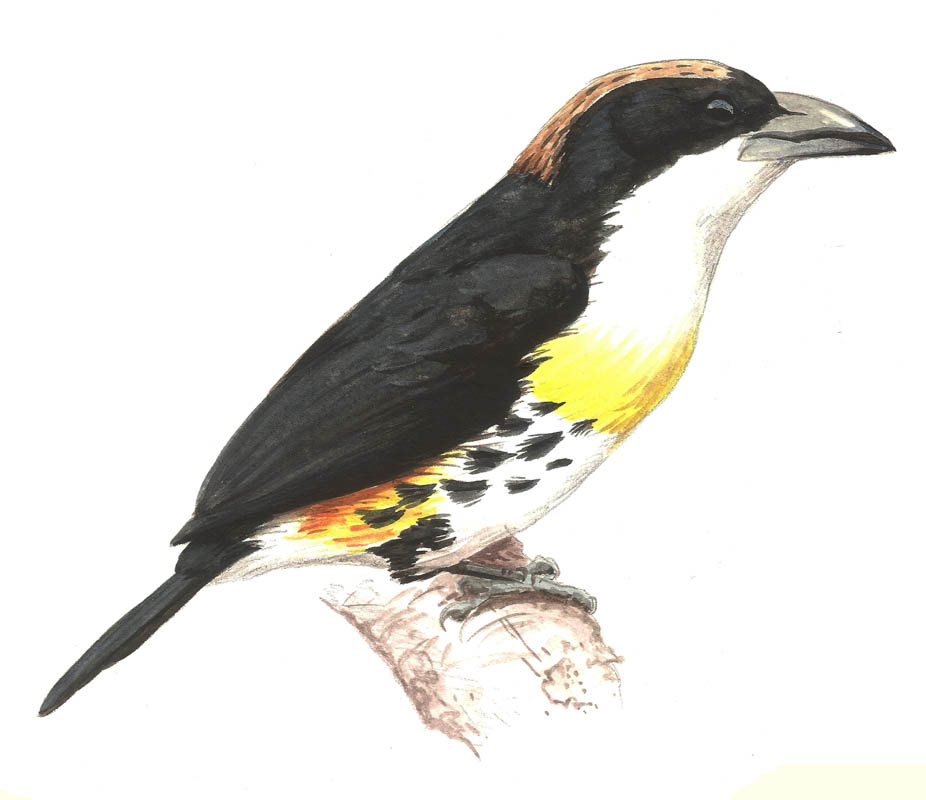
Tropfenbartvogel, Illustration

Der Tropfenbartvogel ist ein stämmiger, kleiner Vogel mit einem kräftigen bläulichen Schnabel und einer glänzend schwarzen Körperoberseite. Die Männchen der Nominatform erreichen eine Flügellänge von 7,7 bis 8,2 Zentimetern, die Schnabellänge beträgt durchschnittlich 2,4 Zentimeter und der Schwanz misst zwischen 4,5 und 5,4 Zentimeter. Weibchen haben ähnliche Körpermaße.
Die Männchen haben eine schwarze Stirn, schwarze Wangen und Ohrdecken, auf dem Oberkopf sind die schwarzblauen Federn schmal braun gesäumt und weisen am Ende kleine weiße Tupfen auf. Im Nacken sind die Federn etwas bräunlicher. Der Rücken und der Bürzel sind glänzend schwarzblau. Die Steuerfedern sind auf der Oberseite dunkelbraun und glänzen frisch vermausert bläulich. Auf der Unterseite sind die Steuerfedern braunblau mit bräunlich hornfarbenen Federschäften. Die Kehle ist weiß bis cremeweiß, die Vorderbrust ist gelb bis goldgelb. Bei einigen Individuen ist die Mitte der Vorderbrust sogar orangegold. Auf der unteren Brusthälfte sowie den Körperseiten sind Tropfenbartvögel weiß mit großen schwarzen, tropfenförmigen Flecken. Der silbrig-graue bis graublaue Schnabel ist im Verhältnis zur Körpergröße lang, der Schnabelfirst ist leicht gebogen. Weibchen unterscheiden sich von den Männchen überwiegend auf der Körperunterseite. Sie haben eine weiße Kehle, Kinn und Vorderbrust.
Im zentralamerikanischen Verbreitungsgebiet besteht auf Grund der Gefiederfärbung keine Verwechslungsmöglichkeit mit anderen Amerikanischen Bartvögeln. In Kolumbien überlappen sich die Verbreitungsgebiete von Tropfenbartvogel, Fünffarben-Bartvogel und Weißnacken-Bartvogel. Der Weißnacken-Bartvogel unterscheidet sich vom Tropfenbartvogel durch seine orangegelbe Stirn, der Fünffarben-Bartvogel hat einen leuchtend roten Oberkopf.

## Verbreitungsgebiet und Lebensweise

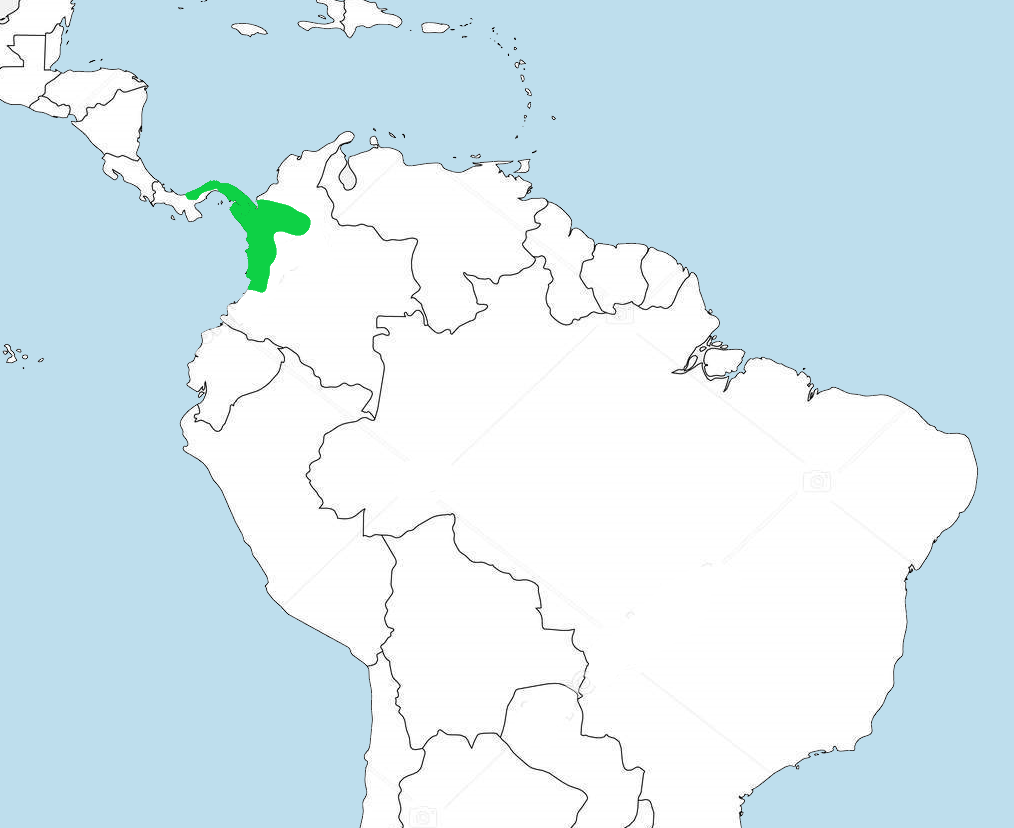
Verbreitungsgebiet des Tropfenbartvogels (grün)

Das Verbreitungsgebiet des Tropfenbartvogels erstreckt sich von Panama bis in den Nordwesten und Westen Kolumbiens. Er kommt vom Meeresniveau bis in Höhenlagen von etwa 600 Metern vor, er wurde aber auch schon auf 1200 Meter Höhe beobachtet. In Panama ist der Tropfenbartvogel ein stellenweise häufiger Vogel. 
Tropfenbartvögel nutzen überwiegend die Baumwipfelregion feuchter Wälder. Sie kommen gelegentlich auch in Sekundärwäldern vor. Es sind schwierig zu beobachtende Vögel, weil sie sich während der Nahrungssuche ruhig verhalten. Sie schließen sich gelegentlich Schwärmen anderer Vogelarten an. Die Nahrung besteht überwiegend aus Früchten, sie nehmen in geringem Maße aber auch Insekten zu sich. Die Fortpflanzungsbiologie dieser Art ist weitgehend unerforscht. Die Brutzeit fällt in Panama nach jetzigem Erkenntnisstand in den Zeitraum Januar bis März.

## Belege